# Kepler-19
Kepler-19 — звезда в созвездии Лиры на расстоянии около 650 световых лет от нас. Вокруг звезды обращаются, как минимум, одна планета и один кандидат в планеты.

## Характеристики
Kepler-19 была открыта с помощью орбитальной обсерватории Hipparcos в ходе проекта Tycho. Официальное открытие звезды было совершено 1997 году в рамках публикации каталога Tycho. Наименование звезды в этом каталоге — TYC 3134-1549-1. В настоящий момент более распространено наименование Kepler-19, данное командой исследователей из проекта орбитального телескопа Kepler.
Kepler-19 — солнцеподобная звезда 11,9 величины. Её масса и радиус равны 93 % и 85 % солнечных соответственно. Температура поверхности составляет около 5541 кельвинов. Возраст звезды оценивается приблизительно в 1,9 миллиарда лет.

## Планетная система

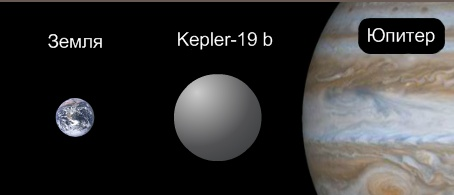
Сравнительные размеры Земли, Kepler-19 b и Юпитера.

В 2011 году группой астрономов, работающих с данными, полученными орбитальным телескопом Kepler, было объявлено об открытии планеты Kepler-19 b в системе. Она по размерам и массе превосходит Землю в несколько раз (точная масса до сих пор неизвестна). Поскольку она расположена очень близко к своей родительской звезде (на расстоянии около 0,118 а. е.), температура на её поверхности должна быть очень высокой. При наблюдении за Kepler-19 b была обнаружена неравномерность скорости её движения. Объяснить это возможно лишь наличием близкого массивного объекта в данной звёздной системе. Астрономы вычислили, что это может быть планета, превосходящая по массе Юпитер не более чем в 6 раз. Ей дали наименование Kepler-19 c, однако только дальнейшие наблюдения могут подтвердить её существование.